# Alex Miller
Alex Miller (Glasgow, 4 luglio 1949) è un allenatore di calcio ed ex calciatore scozzese, di ruolo difensore.

## Carriera

### Giocatore
Dopo essere cresciuto nelle giovanili dei Clydebank Strollers, si è trasferito ai Rangers con cui ha militato tra il 1967 e il 1982. Nell'autunno del 1970 vinse il suo primo titolo con la squadra, la Scottish League Cup. Sotto la guida tecnica di William Waddell, Miller fu principalmente una riserva: non scese in campo nella finale vinta di Coppa delle Coppe vinta dai Rangers nel 1972. Il suo spazio in campo crebbe con l'avvento del nuovo allenatore Jock Wallace.
Ha terminato la carriera da giocatore con due brevi parentesi al South China e al Morton.

### Allenatore
Oltre che quello di giocatore, durante le parentesi al South China e al Morton ha anche ricoperto il ruolo di allenatore. Dal 1983 al 1986 è stato alla guida del St. Mirren, poi ha guidato l'Hibernian per dieci anni, durante i quali ha vinto la Scottish League Cup 1991-92.
Per un breve periodo è stato il vice del connazionale Gordon Strachan al Coventry, ma poco dopo è tornato ad allenare in prima persona sedendo per una stagione sulla panchina dell'Aberdeen, dove prese il posto di Roy Aitken.
Nel 1999 è entrato nello staff del Liverpool nelle vesti di direttore dello scouting. Con la riorganizzazione dello staff avvenuta con l'addio di Gérard Houllier e l'avvento di Rafael Benítez, è diventato uno dei collaboratori in panchina del tecnico spagnolo.
Miller ha lasciato il Liverpool nel maggio 2008 per diventare capoallenatore del JEF Chiba in Giappone, ma il rapporto di lavoro si è interrotto complici gli scarsi risultati che hanno portato il club alla retrocessione al termine del campionato 2009. Un anno più tardi è in Svezia alla guida dell'AIK Fotboll, freschi vincitori del titolo nazionale, ma la squadra rischiò di retrocedere e Miller rimase alla guida per meno di cinque mesi. Nel gennaio 2012 si è accasato al Sibir' Novosibirsk, diventando di fatto il primo tecnico britannico ad allenare un club russo: dopo 9 partite, le due parti si sono separate di comune accordo.

## Palmarès

### Giocatore

#### Competizioni nazionali
- Campionato scozzese: 3

Rangers: 1974-1975, 1975-1976, 1977-1978
- Coppa di Scozia: 5

Rangers: 1972-1973, 1975-1976, 1977-1978, 1978-1979, 1980-1981
- Coppa di Lega scozzese: 5

Rangers: 1970-1971, 1975-1976, 1977-1978, 1978-1979, 1981-1982

#### Competizioni internazionali
- Coppa delle Coppe: 1

Rangers: 1971-1972

### Allenatore

#### Competizioni nazionali
- Coppa di Lega scozzese: 1

Hibernian: 1990-1991
- Supercoppa di Svezia: 1

AIK: 2010